# Широкое (Бильмакский район)
Широкое (укр. Широке) — ликвидированное в 1994 село,
Бильмакский поселковый совет,
Бильмакский район,
Запорожская область,
Украина.

## Географическое положение
Село Широкое находилось на левом берегу реки Каменка,
выше по течению на расстоянии в 2,5 км расположен пгт Бильмак,
ниже по течению на расстоянии в 2,5 км расположено село Тополевка.

## История
- 1994 — село ликвидировано[1].